# Santiago Nejapilla
Santiago Nejapilla là một đô thị thuộc bang Oaxaca, México. Năm 2005, dân số của đô thị này là 195 người.